# Clinton, North Carolina
Clinton är administrativ huvudort i Sampson County i North Carolina. Orten har fått sitt namn efter militären och markägaren Richard Clinton. En av ortens sevärdheter är Thomas Boykins hus. Boykin var general i North Carolinas milis.